# Henrys Reserve Waterfall
Der Henrys Reserve Waterfall ist ein Wasserfall auf der Nordinsel Neuseelands. Er liegt im Lauf des Whangamaire Stream im Gebiet der Ortschaft Patumahoe westlich von Pukekohe in der Region Auckland. Seine Fallhöhe beträgt etwa 15 Meter.
Der Wasserfall gehört zum Naturschutzgebiet Henrys Scenic Reserve an der Hunter Road in Patumahoe. Vom kleinen Parkplatz an dieser Straße führt ein zehnminütiger Wanderweg zum Wasserfall.